# 将棋講座 (NHK)
将棋講座（しょうぎこうざ）は、NHK教育テレビジョンで2012年3月まで放送された将棋の講座番組である。番組終了後は、『将棋フォーカス』（毎週日曜日10:00 - 10:30）に内包され、約15分間放送されている。

## 概要
講師を務めるのは現役の棋士または女流棋士であり、聞き手を務めるのは女流棋士やタレントなどである。講座の詳しい内容は月刊誌のNHKテレビテキスト『将棋講座』（NHK出版）に掲載される。

## 歴史
1960年に「囲碁・将棋の勘どころ」（土曜日放送、10分番組）としてNHK総合テレビで放送がスタートした。1962年に「趣味講座〜将棋」に改題してNHK教育テレビに移行した。
1981年より「将棋講座」となり、2011年3月までは「将棋の時間」（毎週日曜日10:00 - 12:00）の中の第1部（10:00 - 10:20）として放送された。エンドカードは長らく「将棋の時間 講座 おわり」とのみ表示されていたが、2010年度の放送分は単独番組としての扱いか「（講座名）おわり 制作・著作/NHK」と表示されるようになった。
2011年4月に「将棋の時間」という番組名がなくなり、単独番組となったが、放送時間は5分短縮し 10:00 - 10:15 の放送となった。

## 歴代の将棋講座
2013年度以降は、4月から9月まで（前期）と10月から3月まで（後期）を期間とする半年ごとに講師・テーマが替わっている。講座の期間には変遷があり、通年（4月から翌年3月まで）であった時期や3ヶ月ごとであった時期などがある。聞き手は基本的に1名であるが2012 - 2014年度は2名であった。
| 年度と期別              | 講座名                                              | 講師 / 歴代回数 | 講師 / 歴代回数 | 聞き手                |
| ----------------------- | --------------------------------------------------- | --------------- | --------------- | --------------------- |
| - 1976年03月            |                                                     | 高柳敏夫        |                 | 神田山陽              |
| 1976年04月 - 08月       |                                                     | 原田泰夫        |                 | 谷川治恵              |
| 1976年09月 - 1977年03月 | 私はこう戦った                                      | 真部一男        |                 |                       |
| 1977年度                | やさしい必死のかけ方                                | 森雞二          |                 |                       |
| 1978年度                | やさしい将棋入門                                    | 西村一義        |                 |                       |
| 1979年度                | 古い棋譜をたずねて                                  | 石田和雄        |                 | 石尾和子              |
| 1980年度                | 必勝戦法                                            | 大内延介        |                 | 石尾和子              |
| 1981年度                | ワンポイント上達法 ここを直せば強くなる             | 青野照市        |                 | 石尾和子              |
| 1982年度                | 楽しみながら強くなろう 内藤九段の入門教室           | 内藤國雄        |                 | 藤森奈津子            |
| 1983年度                | 将棋は攻め この手で勝とう                           | 田丸昇          |                 | 藤森奈津子            |
| 1984年度                | ここが急所だ 勝ち方教えます                         | 森安秀光        |                 | 藤森奈津子            |
| 1985年度                | 寅ちゃんのワンポイント初級教室                      | 田中寅彦        |                 | 藤森奈津子            |
| 1986年度                | 谷川流勝ち方教室 大局観が勝負を決める               | 谷川浩司        |                 | 藤森奈津子            |
| 1987年度                | 中村修王将の新感覚将棋塾                            | 中村修          |                 | 江幡幸子              |
| 1988年度                | 初級実戦クリニック                                  | 伊藤果          |                 | 小田切紀子            |
| 1989年度                | 格言スピード上達法                                  | 小林健二        |                 | 小田切紀子            |
| 1990年度                | 島朗のハイテク研究室                                | 島朗            |                 | 小田切紀子            |
| 1991年度                | なぜ この手が絶対か                                 | 鈴木輝彦        |                 | 小田切紀子            |
| 1992年度                | 今すぐ使える 小野修一の勝てる手筋                   | 小野修一        |                 | 清水市代              |
| 1993年 04月 - 06月      | 森下卓の将棋相対性理論 だれでもわかる駒運びの真理   | 森下卓          |                 | 山口喜代              |
| 1993年 07月 - 09月      | 塚田泰明の攻めっ気150%                              | 塚田泰明        |                 | 大庭美夏              |
| 1993年 10月 - 12月      | 神吉、林葉のおしえて！ショーギ                      | 神吉宏充        |                 | 林葉直子              |
| 1994年 01月 - 03月      | 高橋道雄の振り飛車をやっつけろ！                    | 高橋道雄        |                 | 山田久美              |
| 1994年 04月 - 06月      | 富岡英作の大局観で好手が見える                      | 富岡英作        |                 | 高橋和                |
| 1994年 07月 - 09月      | 将棋はこんなに楽しめる 淡路仁茂の将棋メディア活用法 | 淡路仁茂        |                 | 大庭美夏              |
| 1994年 10月 - 12月      | 脇謙二のこれだけでショーギが指せる                  | 脇謙二          |                 | 神田紅                |
| 1995年 01月 - 03月      | 佐藤康光の囲いの急所 寄せの急所                     | 佐藤康光        |                 | 橋本真季              |
| 1995年 04月 - 06月      | 終盤の勝ち方 羽生の法則                             | 羽生善治        |                 | 友田幸岐              |
| 1995年 07月 - 09月      | 先崎学のまかせて！基礎体力アップ                    | 先崎学          |                 | ほんまゆみ            |
| 1995年 10月 - 12月      | 小林健二のスーパーレッスン 四間飛車で勝ちまくれ     | 小林健二        | 2               | 斎田晴子              |
| 1996年 01月 - 03月      | マリオ武者野の電撃大作戦 必ずあなたを勝たせます！   | 武者野勝巳      |                 | 古河彩子              |
| 1996年度 前期           | 寅さんの初段一直線                                  | 田中寅彦        | 2               | 船戸陽子              |
| 1996年度 後期           | 中原誠の自然流エッセンス                            | 中原誠          |                 | 大庭美夏              |
| 1997年度 前期           | 中川大輔の実戦即効！角換わり戦術                    | 中川大輔        | 2               | 中倉彰子              |
| 1997年度 後期           | 福崎文吾の穴熊指南                                  | 福崎文吾        |                 | 大庭美樹              |
| 1998年度 前期           | 必勝四間飛車 藤井システム                           | 藤井猛          |                 | 高橋和                |
| 1998年度 後期           | 困ったときに役に立つ 浦野真彦の格言豆事典           | 浦野真彦        |                 | 大庭美夏              |
| 1999年度 前期           | 三浦弘行の速攻！振り飛車破り 右四間完全マスター     | 三浦弘行        |                 | 中倉彰子              |
| 1999年度 後期           | ファイター豊川のパワーアップ戦法塾                  | 豊川孝弘        |                 | 中倉宏美              |
| 2000年度 前期           | 井上慶太の将棋を指そう！                            | 井上慶太        |                 | せがわきり            |
| 2000年度 後期           | 行方尚史の技あり中終盤！                            | 行方尚史        |                 | 鈴木彩子              |
| 2001年度 前期           | 深浦康市の将棋を楽しもう！めざせ実力初段            | 深浦康市        |                 | 中井美穂              |
| 2001年度 後期           | 内藤國雄の終盤戦 玉の終着駅                         | 内藤國雄        | 2               | 藤森奈津子            |
| 2002年度 前期           | 木村一基の四間飛車破り 急戦の極意                   | 木村一基        |                 | 本田小百合            |
| 2002年度 後期           | 森内名人の力戦振り飛車で勝とう                      | 森内俊之        |                 | 碓井涼子              |
| 2003年度 前期           | 清水市代の一局お願いいたします！                    | 清水市代        |                 | 江成正元              |
| 2003年度 後期           | 鈴木大介の振り飛車自由自在                          | 鈴木大介        |                 | 石内奈々絵            |
| 2004年度 前期           | 阿部隆の良い手 悪い手 普通の手                      | 阿部隆          |                 | 岩根忍                |
| 2004年度 後期           | 久保NHK杯の「さばきの極意」教えます                 | 久保利明        |                 | 中倉宏美              |
| 2005年度 前期           | 加藤一二三の大勝負この一手                          | 加藤一二三      |                 | 吉川精一              |
| 2005年度 後期           | 屋敷伸之の囲いの崩し方                              | 屋敷伸之        |                 | 鈴木環那              |
| 2006年度 前期           | 谷川浩司の本筋を見極める                            | 谷川浩司        | 2               | 島井咲緒里            |
| 2006年度 後期           | 中井広恵の駒は自然に動かしましょう                  | 中井広恵        |                 | 錦織健                |
| 2007年度 前期           | 渡辺竜王の居飛車対振り飛車                          | 渡辺明          |                 | 石橋幸緒              |
| 2007年度 後期           | 佐藤康光NHK杯の基本でステップアップ                 | 佐藤康光        | 2               | 高橋和                |
| 2008年度 前期           | 杉本昌隆の振り飛車ナビゲーション                    | 杉本昌隆        |                 | 室田伊緒              |
| 2008年度 後期           | 森下卓の相居飛車をマスターしよう                    | 森下卓          |                 | 熊倉紫野              |
| 2009年度 前期           | 橋本崇載の受けのテクニック教えます                  | 橋本崇載        |                 | 中村桃子              |
| 2009年度 後期           | 先崎学のすぐわかる現代将棋                          | 先崎学          | 2               | 北尾まどか            |
| 2010年度 前期           | 阿久津主税の中盤感覚をみがこう                      | 阿久津主税      |                 | 安食総子              |
| 2010年度 後期           | 高橋道雄の自由に指そう！楽しい駒落ち                | 高橋道雄        | 2               | 山口恵梨子            |
| 2011年度 前期           | 山崎隆之のちょいワル逆転術                          | 山崎隆之        |                 | 鈴木真里              |
| 2011年度 後期           | 戸辺流 振り飛車で目指せ！初段                       | 戸辺誠          |                 | つるの剛士            |
| 2012年 04月 - 06月      | 野月浩貴のイチ押し初級アカデミー                    | 野月浩貴        |                 | つるの剛士 岩崎ひろみ |
| 2012年 07月 - 09月      | 藤井猛の“初出し”攻め方フォーラム                    | 藤井猛          | 2               | つるの剛士 岩崎ひろみ |
| 2012年 10月 - 12月      | 木村一基の先読み受け方エクササイズ                  | 木村一基        | 2               | つるの剛士 岩崎ひろみ |
| 2013年 01月 - 03月      | 屋敷伸之のバランスで勝つ！終盤アプローチ            | 屋敷伸之        | 2               | つるの剛士 岩崎ひろみ |
| 2013年度 前期           | 鈴木大介の振り飛車のススメ                          | 鈴木大介        | 2               | つるの剛士 岩崎ひろみ |
| 2013年度 後期           | 井上慶太の居飛車はおもしろい！                      | 井上慶太        | 2               | つるの剛士 岩崎ひろみ |
| 2014年度 前期           | 広瀬章人の最強“振り穴”マニュアル                    | 広瀬章人        | 2               | つるの剛士 岩崎ひろみ |
| 2014年度 後期           | 豊川孝弘のパワーアップ手筋塾                        | 豊川孝弘        | 2               | つるの剛士 岩崎ひろみ |
| 2015年度 前期           | 佐藤康光の勝つための詰みのセオリー                  | 佐藤康光        | 3               | 藤田綾                |
| 2015年度 後期           | 渡辺流 勝利の格言ジャッジメント                     | 渡辺明          | 2               | 藤田綾                |
| 2016年度 前期           | 村山慈明の知って得する序盤術                        | 村山慈明        |                 | 渡部愛                |
| 2016年度 後期           | 天彦流 中盤の読みとき方                             | 佐藤天彦        |                 | 渡部愛                |
| 2017年度 前期           | 船江恒平の終盤は筋よく指そう                        | 船江恒平        |                 | 室谷由紀              |
| 2017年度 後期           | カズトシ流 主導権をにぎる振り飛車                   | 佐藤和俊        |                 | 室谷由紀              |
| 2018年度 前期           | 佐藤紳哉のエンジョイ将棋                            | 佐藤紳哉        |                 | 室谷由紀              |
| 2018年度 後期           | 深浦康市の振り飛車なんてこわくない                  | 深浦康市        | 2               | 室谷由紀              |
| 2019年度 前期           | 菅井流やんちゃ振り飛車                              | 菅井竜也        |                 | 鈴木環那              |
| 2019年度 後期           | 太地隊長の角換わりツアー                            | 中村太地        |                 | 加藤桃子              |
| 2020年度 前期           | 阿久津主税の楽しく勝とうB級グルメ戦法               | 阿久津主税      | 2               | 加藤桃子              |
| 2020年度 後期           | 稲葉陽の急戦でノックアウト                          | 稲葉陽          |                 | 安食総子              |
| 2021年度 前期           | 木村一基のまじウケ放談～ NHK杯戦・受けの名局～      | 木村一基        | 3               | 貞升南                |
| 2021年度 後期           | 戸辺誠の振り飛車で技を磨こう！                      | 戸辺誠          | 2               | 貞升南                |
| 2022年度 前期           | さんちゃんの実は楽しい相掛かり♪                     | 三枚堂達也      |                 | 山口恵梨子            |
| 2022年度 後期           | 直送！ 都成ファームのおいしい振り飛車               | 都成竜馬        |                 | 山口恵梨子            |
| 2023年度 前期           | 豊島将之の 初段を目指す！スキがない将棋             | 豊島将之        |                 | 山口恵梨子            |
| 2023年度 後期           | ようこそ！糸谷ワールドへ                            | 糸谷哲郎        |                 | 山口恵梨子            |
| 2024年度 前期           | 中川大輔の盤上百名山                                | 中川大輔        | 3               | 山根ことみ            |
| 2024年度 後期           | 剛腕！康光流バーディー振り飛車                      | 佐藤康光        | 4               | 山根ことみ            |
| 2025年度 前期           | 雁木王・深浦康市の最新必勝ガイド                    | 深浦康市        | 3               | 山根ことみ            |

## エピソード
誤りの訂正
番組の中で、講座テキストの記載誤りの訂正が行われることがたまにある。一例として、2007年度前期の渡辺明の講座では、懸賞詰将棋のコーナーで余詰めがある詰将棋を（収録まで気づかずに）出題してしまい、2週間後の放送で正解発表時に渡辺は陳謝し、応募者全員を正解扱いとする措置が取られた。
音楽
- 番組のテーマ音楽は、講座もトーナメントも、かつては、シンセサイザーを使った現代風でにぎやかなものであった。1994年度から琴、尺八などが用いられた和風で落ち着いた曲調の音楽に変更された。ちなみに、2010年度まで放送された詰将棋のコーナーのテーマ音楽は、『囲碁の時間』の『囲碁講座』のテーマ曲の変奏曲であった。
- 2004年度後期の久保利明の講座では、最後の方でその回のポイント解説を行うコーナー（定跡編 ここに注意！／実戦編 ここが急所！）があった。第3回放送分からはコーナー開始時に短いテーマ音楽が鳴らされたが不評[誰に?]であった[要出典]。それから1か月余り経った頃に音楽が変更された。
- 2010年度前期の阿久津主税の講座のポイント解説コーナー「アッくんの目ヂカラ」のテーマ音楽として、番組史上初のハードロックサウンドが使用された。

演出・コスプレ
- 2006年度前期では、「谷川浩司のワンポイントクリニック」のコーナー（月1回）で一度だけ、谷川が医師の白衣姿、島井が看護師姿というコスプレが披露された。谷川は「一度こういう格好をしてみたかった」と言いながら笑った。
- 2009年度前期の8月2日放送分で、夏をイメージして中村は浴衣姿で、橋本は浮き輪を持って出演した。
- 2010年度後期の高橋の講座では、毎回最初の短いトークの後、山口が高橋とともに大盤の前まで移動する際、「皆さん、自由に楽しく駒落ち将棋を指してみませんか」という定番の台詞を歩きながら言う演出があった。大盤まで歩く姿を映す演出は、次の山崎の講座でも引き継がれた。
- 2011年度後期の12月25日放送分で、戸辺とつるのが二人揃ってサンタクロースのコスチュームで出演した。
- 2022年度後期以降、講座の途中または初回から「衣装」が用意されるようになった。
  - 2022年度後期の講座では、都成が11月頃から特製Tシャツを着用し始め、1月頃以降は都成・山口恵梨子の両者が特製パーカーを毎回着用した。
  - 2023年度前期の講座では、豊島・山口の両者が5月頃から特製バスケユニフォームを毎回着用した。
  - 2023年度後期の講座では、糸谷・山口の両者が初回から特製のパティシエ衣装を毎回着用した。
  - 2024年度前期の講座では、中川大輔・山根ことみの両者が初回から登山服を着用しリュックを背負ったまま毎回講座を行なった（中川は私物のリュック着用）。
  - 2024年度後期に講座では、佐藤康光・山根ことみの両者がゴルフウェアとスポーツバイザー（佐藤はキャップ）を着用している。

ポーズ・アクション
- 2000年度前期は、番組のオープニングで、井上とせがわが元気良く「（井上慶太の、将棋を）指そう！」と言いながら、二人で人差し指と中指を揃えて前に突き出した。
- 2003年度前期の清水の講座では、「と金は遅いようで速いよ！」のキーワードを解説する回において江成が徒競走のような腕の動きのアクション付きで読んだが、それが視聴者に好評で、後日リクエストに応えて、江成がそのアクションを再現する場面があった。
- 2010年度前期のポイント解説コーナーでは、音楽の後、阿久津と安食が声を揃えて「（アッくんの）目ヂカラぁ！」と言いながら、目の絵が描かれた札を突き出した。
- 2010年度後期のポイント解説コーナーでは、キュートで悩ましげな音楽の後、山口が「（恵梨子の、駒落ち）新発見！」と言いながら人差し指を立てた。
- 2011年度前期のポイント解説コーナーでは、音楽の後、山崎と鈴木が「（ちょいワル王子の、逆転）ホームラン！」と言いながらおもちゃのバットを振った（番組開始当初はバットを持たず、素手でシャドスウィングをした）。
- 2011年度後期のポイント解説コーナーでは、太鼓とほら貝の勇壮な音楽の後、「（きょうの）戸辺攻め！」と言いながら、戸辺とつるのがおもちゃの刀を振った。刀の代わりに手裏剣やサンタクロースの袋を用いた回もあった。
- 2022年度前期以降、講座の中で「決め台詞」を前面に打ち出す演出が行なわれている。
  - 2022年度前期の講座では、三枚堂が「脳裏に焼きつけろ！」の台詞とポーズを行なう。
  - 2022年度後期の講座では、都成が「この手がデリシャス」の台詞と「指さし」ポーズを行なう。
  - 2023年度前期の講座では、山口が「目指せ！」、続けて豊島が「パーフェクトゲーム」の台詞を掛け合い、豊島が「P」の文字のポーズを行なう。
  - 2023年度後期の講座では、糸谷が講座タイトルと同じ「ようこそ！糸谷ワールドへ！」の台詞とポーズを行なう。
  - 2024年度前期の講座では、講座冒頭に中川が「出発！」、続けて山根が「オー！」と掛け合い、また、講座の要所で中川が「厚みにマウンティング！」の台詞とポーズを行なう。
  - 2024年後期の講座では、講座の要所で佐藤（康）がグローブをして「豪腕でナイスショット！」と言いながら、プラスチック製のゴルフクラブで軽く素振りをする。その直後に山根が「ナイスショットです」と返す。